# Tales of Another
Tales of Another ist ein Jazzalbum von Gary Peacock. Die Aufnahmen entstanden im Februar 1977 in den Generation Sound Studios, New York City und erschienen im selben Jahr bei ECM. Das mit Pianist Keith Jarrett und Schlagzeuger Jack DeJohnette aufgenommene Album kann als der Beginn des Pianotrios gesehen werden, das als Keith Jarretts „Standards Trio“ ab Mitte der 1980er Jahre bekannt wurde.

## Das Album
Im Februar 1977 fanden sich Gary Peacock, Keith Jarrett und Jack DeJohnette erstmals zusammen, um das Peacock-Album Tales of Another aufzunehmen, Peacocks drittes Album unter eigenem Namen (nach Eastward (1970) und Voices (1971) mit dem Pianisten Masabumi Kikuchi) und dessen erste Produktion für das Münchner ECM-Label. Peacock äußerte sich später zu dieser Besetzung: „Ich wusste vorher nur, dass ich Jack [DeJohnette] wollte, aber über den Pianisten war ich mir nicht sicher. Zu der Zeit war ich nicht eingeweiht und kannte Keith nicht. Daher fragte ich Manfred [Eicher], ob er mir was von seiner Musik schicken könne.“
Nach Ansicht von Uwe Andresen herrsche in Vignette, dem ersten Titel des Albums, „eine fast dunkel-melancholische Stimmung“, während Tone Field., „ein Spiel mit klanglichen Mischungen“ stark am Free Jazz orientiert sei. Hingegen sei in Major Major ein „nahezu klassisches Klaviertrio“ zu hören. Die dreiteilige Trilogy entwickele sich in einer „ausgesprochen ruhigen Atmosphäre“ nach unverfänglichen, fast traditionellen Teilen zu einem „Kollektiven Höhenflug.“
Nach den Aufnahmen sprach Peacock den Pianisten auf eine gemeinsame Tournee an, was dieser jedoch ablehnte und es vorzog, sich auf seine Solokonzerte zu konzentrieren. Jarrett setzte die Arbeit mit diesem Trio erst im Januar 1983 in der zweitägigen Standards-Sitzung fort, bei der die drei ECM-Alben Standards, Vol. 1, Standards, Vol. 2 und Changes entstanden.

## Titel des Albums

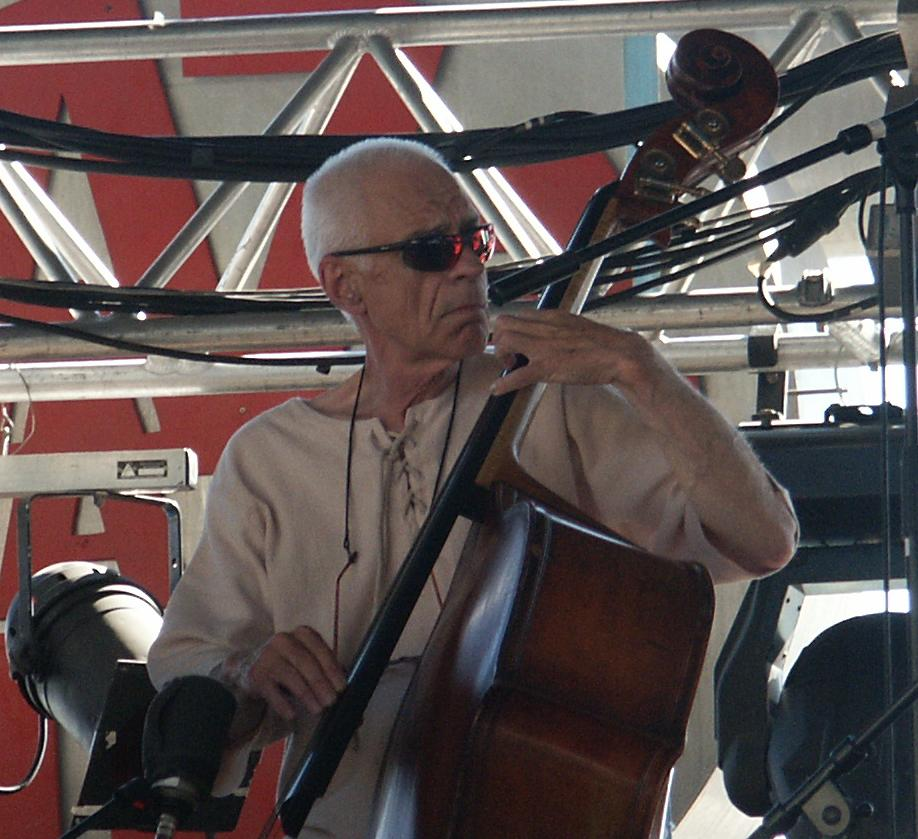
Gary Peacock 2003

- Gary Peacock – Tales Of Another (ECM Records – ECM 1101[1])
  1. Vignette – 7:06
  2. Tone Field – 7:58
  3. Major Major – 9:05
  4. Trilogy, No. 1 – 8:34
  5. Trilogy, No. 2 – 9:46
  6. Trilogy, No. 3 – 6:20

- Alle Kompositionen stammen von Gary Peacock.

## Rezeption
Schon kurz nach seinem Erscheinen erhielt das Album positive Besprechungen; das Jazz Forum schrieb 1984, Platten wie Belonging mit Jan Garbarek (1974) oder Tales of Another dokumentierten die „fortschreitende Evolution des Pianisten“ Jarrett. Das Album erhielt den Jazz Disc Grand Prix Silver Award des japanischen Swing Journal.
Uwe Andresen meinte: „Verblüffend ist das musikalische Verständnis, daß die Musiker in dieser ersten gemeinsamen Produktion füreinander aufbringen.“ Ian Carr bezeichnete Tales of Another als „eines der großartigsten Platten des Jahrzehnts, und eine Blaupause für das Keith-Jarrett-Trio, das sechs Jahre später begann.“ Die sechs Peacock-Kompositionen überspannen formale harmonische Strukturen, modale Musik und eher freie improvisierte Bereiche. „Das Spiel von allen drei ist unglaublich.“ Der Kritiker des Peterborough Standard in England schrieb: „Da gibt es einige düstere Momente, perfekt durchlaufen und emotional getragen, aber die vorherrschende Stimmung ist die der kontrollierten Ausgelassenheit.“
Die Kritiker Richard Cook und Brian Morton, die in ihrem Penguin Guide to Jazz das Album mit der zweithöchsten Note von 3½ Sternen bewerteten, hoben besonders Peacocks Bassspiel in Vignette und in Trilogy I-III hervor, was jede Behauptung zum Schweigen bringe, dies sei lediglich ein weiteres Keith-Jarrett-Album, nur großzügigerweise umbenannt. Tatsächlich ist es Keith Jarretts letzter Auftritt als Sideman. Natürlich sei der Pianist vertraut mit Peacocks Musik; dabei herrsche bei dieser Arbeit ein Grad an Intuition unter den Musikern, der die Basis für deren spätere Standards-Auftritte darstellte, es sei aber unmissverständlich Peacocks Platte.
Scott Yanow verlieh dem Album in Allmusic vier (von fünf) Sterne und hob hervor, dass deren Unterstützung für einander im gemeinsamen Spiel und die dichte Kommunikation untereinander in diesen hoch entwickelten Improvisations schier beeindruckend sei und ein gutes Beispiel für Peacocks Musik sei. Für JazzTimes (1995) war Gary Peacocks Album eine der exzellenten Sessions Jarretts als Begleitmusiker, trotz seines Singens beim Spielen.
Rez Abbasi schrieb in der JazzTimes (2012) über Major Major, dass Peacock als dessen Komponist eine „Zwölfton-Sensiblität für Dur-Triaden entwickle, gespielt über einen Orgelpunkt“. Das daraus resultierende Stück sei erstaunlich, und diese Session markierte eine neue Richtung in Peacocks Entwicklung, befördert durch die Verbindung mit ECM.